# Michał Jarosz
Michał Jarosz (ur. 30 marca 1982) – polski chodziarz sportowy.

## Kariera sportowa
W 2001 na mistrzostwach Polski juniorów na dystansie na 20 km osiągnął 3. pozycję. W 2004 zdobył srebrny medal młodzieżowych mistrzostw Polski w chodzie na 20 km.
Rok później roku zajął 3. miejsce na mistrzostwach Polski seniorów w chodzie na 50 km na zawodach rozegranych w Wiedniu.
Reprezentował Polskę na pucharze świata w chodzie sportowym w 2006 roku rozegranym w hiszpańskim mieście A Coruña – zajął tam indywidualnie 25. miejsce na dystansie 50 km, a w klasyfikacji drużynowej zdobył srebrny medal. Rok wcześniej występował także w pucharze Europy w chodzie sportowym w węgierskim Miszkolcu, również na 50 km, lecz nie ukończył zawodów.
W latach 1998–2006 reprezentował klub AZS-AWF Kraków; trenerem był Wacław Mirek.

## Inne informacje
Jest krewnym chodziarza – Romana Magdziarczyka, studiował na AWF w Krakowie. W 2008 roku wszedł w skład zarządu Małopolskiego Związku Lekkiej Atletyki (MZLA).

## Osiągnięcia

### Seniorzy – międzynarodowe
| Rok  | Impreza                 | Miejsce  | Konkurencja             | Pozycja     | Wynik   |
| ---- | ----------------------- | -------- | ----------------------- | ----------- | ------- |
| 2005 | Puchar świata w chodzie | A Coruña | chód na 50 km drużynowy | 2. miejsce  | 38 pkt  |
| 2005 | Puchar świata w chodzie | A Coruña | chód na 50 km           | 25. miejsce | 3:59:19 |

### Seniorzy – krajowe
| Rok  | Impreza                     | Miejsce | Konkurencja   | Pozycja    | Wynik   |
| ---- | --------------------------- | ------- | ------------- | ---------- | ------- |
| 2005 | Mistrzostwa Polski seniorów | Wiedeń  | chód na 50 km | 3. miejsce | 4:08:12 |

### Juniorzy – krajowe
| Rok  | Impreza                          | Miejsce | Konkurencja   | Pozycja    | Wynik   |
| ---- | -------------------------------- | ------- | ------------- | ---------- | ------- |
| 2001 | Mistrzostwa Polski juniorów      | Rumia   | chód na 20 km | 3. miejsce | 1:37:23 |
| 2004 | Mistrzostwa Polski młodzieżowców | Gdańsk  | chód na 20 km | 2. miejsce | 1:26:24 |